# Fixedsys
Fixedsys — семейство растровых моноширинных шрифтов. Является стандартным шрифтом Windows 1.0 и Windows 2.0. В Windows 3.x, стандартный шрифт был изменён на System, при этом Fixedsys стал стандартным шрифтом в Блокноте.
Семейство шрифтов Fixedsys содержит шрифты, закодированные в нескольких кодовых страницах Windows, с несколькими разрешениями шрифта для каждой кодовой страницы. Шрифты Fixedsys для различных кодовых страниц имеют различные размеры точек.
Глифы для верхних областей каждой из них отрисовываются отдельно, а не берутся из одного мастер-набора, так как есть видимые различия во внешнем виде различных визуально похожих символов, которые разделяются между кодовыми страницами.
Хотя Fixedsys и является рублёным шрифтом, он смутно похож по внешнему виду на шрифт аппаратного текстового режима большинства IBM-совместимых ПК, хотя и не так похож, как шрифт Terminal, присутствующий в Windows.
В Windows 95, 98 и Me, Fixedsys является стандартным шрифтом в Блокноте. Начиная с Windows 2000, этот шрифт был заменён на Lucida Console. В Windows 95 шрифт в Блокноте не может быть изменён.
Благодаря чистому стилю и удобству чтения, он пользуется некоторой популярностью в программном сообществе, даже порождая имитацию шрифта — Fixedsys Excelsior, который, основываясь на оригинальном шрифте Fixedsys, также включает в себя большое количество диапазонов скриптов Юникода.
Существует некоторое сходство между Fixedsys и Chicago, стандартным шрифтом Apple Macintosh в период с 1984 по 1997 год. Ключевое отличие заключается в том, что Chicago — это пропорциональный шрифт, в то время как Fixedsys — моноширинный.

## Образец
Текст-заполнитель lorem ipsum, написанный шрифтом Fixedsys.